# Moricandia
Moricandia là chi thực vật có hoa trong họ Cải.